# Santa-Cruz-Inseln
Die Santa-Cruz-Inseln sind eine Inselgruppe, die zur Provinz Temotu des Inselstaates der Salomonen gehört. Sie liegen im westlichen Pazifischen Ozean, zählen zu Melanesien und sind etwa 400 km südöstlich von der Hauptgruppe der Salomon-Inseln entfernt. Tatsächlich bilden sie geographisch eher eine Einheit mit dem südlich gelegenen Inselstaat Vanuatu.
Die Santa-Cruz-Inseln sind erdgeschichtlich gesehen eher jung; sie entstanden vor weniger als fünf Millionen Jahren durch das Aufeinanderprallen zweier Kontinentalplatten unter dem Meeresgrund.
Der Archipel hat eine Fläche von rund 815 km² und umfasst
- Nendo, Hauptinsel, 519 km²
- Utupua, 69,0 km²
- Vanikoro, 173,2 km²
- Tinakula, 8 km²

- Duff-Inseln, 14 km²
- Reef Islands, 29 km²

- Tikopia, 5 km²
- Anuta, 0,37 km²
- Fatutaka, 0,18 km²

## Geschichte
Die Inseln wurden am 7. September 1595 durch den Spanier Alvaro de Mendaña de Neyra für die europäische Welt entdeckt. Der französische Weltumsegler Jean-François de La Pérouse kenterte mit seinem Schiff Astrolabe 1788 vor der Insel Vanikoro, einer der Santa-Cruz-Inseln. Im Jahre 1828 fand Jules Dumont d’Urville Teile des Wracks von La Pérouses Schiff vor der Insel.
Als Teil der Kämpfe um die Salomon-Inseln während des Pazifikkriegs im Zweiten Weltkrieg fand nordwestlich der Inselgruppe am 26. Oktober 1942 die Schlacht bei den Santa-Cruz-Inseln statt.